# Toxoproctis layi
Toxoproctis layi är en fjärilsart som beskrevs av Alexander Schintlmeister 1994. Toxoproctis layi ingår i släktet Toxoproctis och familjen tofsspinnare. Inga underarter finns listade i Catalogue of Life.